# Lao Central Airlines
Lao Central Airlines — частная авиакомпания в Лаосe. Ранее называлась Phongsavanh Airlines. В настоящее время операционная деятельность авиакомпании не ведётся.

## История
Современную историю авиакомпания ведёт с января 2010 года, когда она была выкуплена Phongsavanh Group.
В 2011 году был проведён ребрендинг, авиакомпания получила новый бренд, сложное название было заменено на современное, что по словам руководства делает авиакомпанию «более узнаваемой в Лаосе и заграницей, а также помогает людям сориентироваться, что авиакомпания является лаосской».
Авиакомпания стала первым эксплуатантом российских самолётов Sukhoi Superjet 100 в Юго-Восточной Азии, всего Lao Central заказало 3 таких самолёта. 24 марта 2013 года был совершён первый коммерческий рейс по маршруту Вьентьян — Луангпхабанг на самолёте Sukhoi Superjet 100 (RDPL-34195).
В декабре 2013 года Lao Central приостановила полётную деятельность. После прекращения деятельности авиакомпании, самолёт SSJ-100 был поставлен на хранение, а позже начата процедура его возвращения производителю (ГСС) в Россию. Не поставленные два самолёта SSJ-100, после приостановки деятельности авиакомпании, были переданы в другую авиакомпанию.

## Деятельность
Авиакомпания позиционировала себя как лоукостер «премиум класса». Lao Central выполнял рейсы из аэропорта Ваттай, расположенного в 3 километрах от столицы страны — Вьентьяна. Полёты осуществлялись в Бангкок (Суварнабхум) и Луангпхабанг.

## Флот

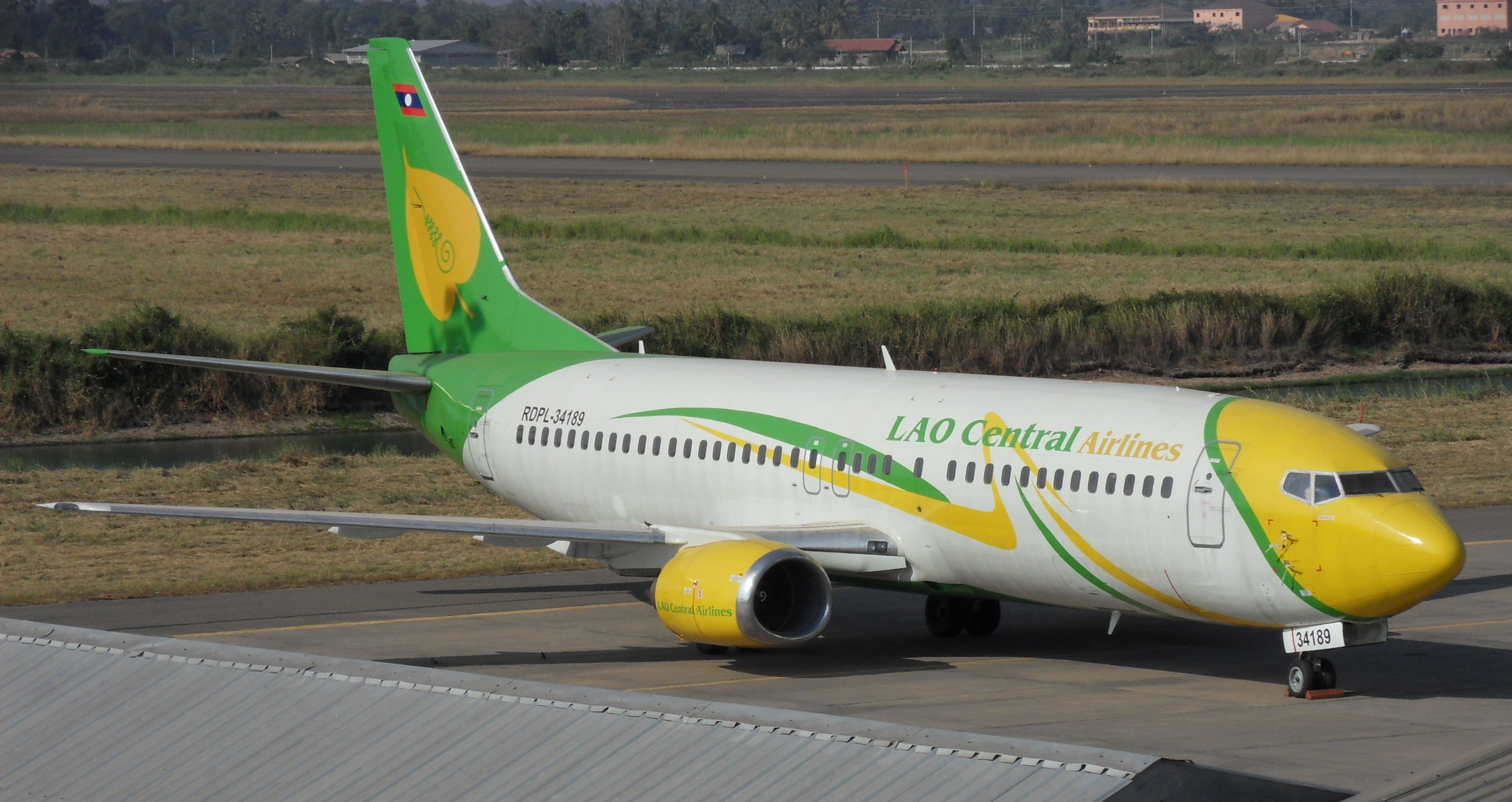
Boeing 737-400 авиакомпании

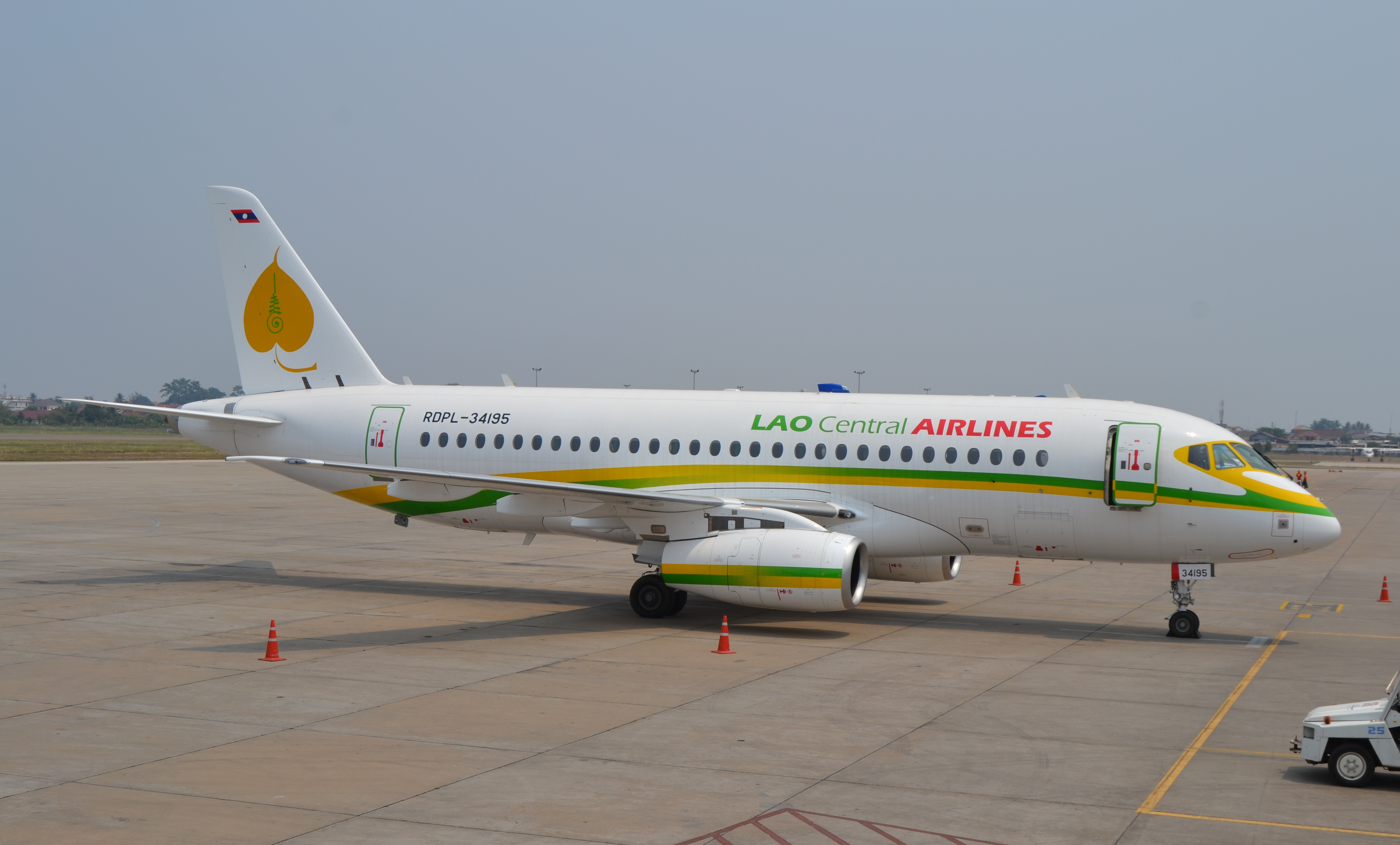
Sukhoi Superjet 100-95 (RDPL-34195)

Средний возраст самолётов на август 2013 составлял 16,3 лет. На момент приостановки деятельности в декабре 2013 года флот авиакомпании состоял из двух Boeing 737-400 и одного Sukhoi Superjet
| Самолёт         | В Эксплуатации | Заказано | Опцион | Компоновка    | Примечания             |
| --------------- | -------------- | -------- | ------ | ------------- | ---------------------- |
| Boeing 737-400  |                |          |        | 168           | RDPL-34183, RDPL-34189 |
| Sukhoi Superjet |                |          |        | 93 (8J + 85Y) | RDPL-34195             |
| Всего           | —              |          |        |               |                        |